# Пети лептир
Пети лептир је роман Уроша Петровића, први пут објављен у издавачкој кући Лагуна 2007. године. Писан у маниру мистичне фантастике, сматра се првим хорор романом намењеном деци на српском језику. Радња прати одрастање дечака из сиротишта, који ступа у контакт са оностраним и бива уплетен у мрачну, непредвидиву игру са тајанственим људима, духовима и провидним лептирима.
Књига је добила награду Змајевих дечјих игара „Раде Обреновић“ за најбољи роман за децу и младе, а по њој је снимљена радио драма која је премијерно емитована на првом програму Радио Београда 19. маја 2013. године.
По роману је 2014. године снимљен и дугометражни играни филм у тродимензионалној технологији, што га чини првим 3Д филмом у историји српске кинематографије. Свечана премијера овог филма одржана је 23. децембра 2014. године у Сава центру, што је уједно била и прва 3Д пројекција приказана у историји највеће српске биоскопске дворане. 

## Радња
Напета, узбудљива и непредвидива прича о наглом одрастању дечака београдског сиротишта, који открива да није повезан само са тајанственим људима  и њиховим духовима, већ и са чудесним, провидним лептирима. Дечак, који је, сазнајемо сасвим узгред, трактору и без икаквог трага о родитељима, поседује само име, које му је дала управа дома, ранац, у коме сабира своја малобројна, али тим значајнија дечја балга и дрангулије, и храброст и машту. Међу домским штићеницима „судбином натераним на рано сазревање” он у почетку нема пријатеља, као ни заштитника или помагача међу одраслима. „Најусамљенији од свих”, бежи из дома, вођен игром наговештаја. Он одлази из Београда накривљеним приградским аутобусом и смешта се у напуштену радионицу, на крају места, која носи исти број као и аутобус којим је напустио Београд... 
У Алексин живот улази онострано. Ритуал тешења у коме дечак чешља сам себе да утрне, како би бар начас сам себе обмануо да га чешља мајка, отвара комуникацију са светом духова. Исечена слова лепе се на пластични чешаљ и дечак отпочиње сабласни разговор с клинички мртвим старцем, деда Душаном. Привидно све се из самоће и несреће изокреће у заједништво и срећу: дечак буди старца из коме, а старац, представљајући се као деда, усваја дечака. Деда Душан, који неким чудом зна чак и то какав је џемпер носила беба коју су донели у дом, травар и зналац чајева, поставља свом усвојеном унуку необичан захтев. Да, ако он умре одмах позове адвоката Јовицу Вука...
У причу се уплиће и дух шумара Алексе В. Јакшића, некадашњег сарадника Јосифа Панчића, који је, током стогодишњег неживота у Међустаници, научио да прави прелепе мозаике од лишћа, баба Сара, којој чежња за венчаницом остављеном на шареном свету не дозвољава да из лимба Међустанице оде у смрт, тајанствени Злодолци, калуђери, Иван Грозни и пси скитнице вођени сабласним моћима Јовице Вука, тарски вук и дивље свиње... Читав један, живописан, маштовит и језив свет с којим дечак мора да се избори уз помоћ духа  имењака и новостечених пријатеља - домаца.

## Награде
- 2007 - Награда Змајевих дечијих игара „Раде Обреновић” (за најбољи роман намењен деци и младима)